# Еремеевская (Ленинградская область)
Еремеевская — деревня в Винницком сельском поселении Подпорожского района Ленинградской области.

## История
Деревня Еремеевская упоминается в писцовых книгах Обонежской пятины 1582 года в Ильинской Винницкой волости.

ЕРЕМЕЕВСКАЯ (при погосте) — деревня при реке Ояти, число дворов — 6, число жителей: 15 м. п., 18 ж. п.; Все чудь. (1873 год)

Деревня административно относилась к Винницкой волости 2-го стана Лодейнопольского уезда Олонецкой губернии.

ЕРЕМЕЕВСКАЯ (при погосте) — деревня Немжинского общества при реке Ояти, население крестьянское: домов — 10, семей — 10, мужчин — 32, женщин — 26, всего — 58; лошадей — 10, коров — 23, прочего — 21. (1905 год)

Деревня Еремеевская на карте 1932 года

Согласно карте Ленинградской области Северо-западного аэрогеодезического треста ГГУ издания 1932 года деревня насчитывала 5 крестьянских дворов.
По данным 1933 года деревня Еремеевская входила в состав Немжинского вепсского национального сельсовета Винницкого национального вепсского района.
В 1930-е годы в кусте деревень Немжа были организованы колхозы «Красный Путиловец» и «Победитель».

Деревня Еремеевская на карте 1940 года

Согласно топографической карте РККА 1940 года деревня Еремеевская входила в куст деревень Немжа.
По данным 1966 года деревня Еремеевская входила в состав Винницкого сельсовета.
По данным 1973 и 1990 годов деревня Еремеевская входила в состав Озёрского сельсовета.
В 1997 году в деревне Еремеевская Озёрской волости проживали 22 человека, в 2002 году — также 22 человека (русские — 82 %).
В 2007 году в деревне Еремеевская Винницкого СП проживали 20 человек.

## География
Деревня расположена в южной части района близ автодороги 41К-713 (Винницы — Казыченская).
Расстояние до административного центра поселения — 12 км.
Расстояние до ближайшей железнодорожной станции Подпорожье — 96 км.
Деревня находится на правом берегу реки Оять.

## Демография
| 1873 | 1905 | 1997 | 2007 | 2010 | 2017 |
| ---- | ---- | ---- | ---- | ---- | ---- |
| 33   | ↗58  | ↘22  | ↘20  | →20  | ↘17  |

Согласно данным Всероссийской переписи населения 2021 года в деревне постоянного населения не было.

## Улицы
Морошковая.